# Gomba (Yaouri)
Gomba (auch: Gomba Haoussa, Gomba Hausa) ist ein Dorf in der Landgemeinde Yaouri in Niger.

## Geographie
Das Dorf liegt rund 20 Kilometer östlich des Hauptorts Yaouri der gleichnamigen Landgemeinde, die zum Departement Kantché in der Region Zinder gehört. Ein Nachbardorf von Gomba ist Gocholo im Südosten.
Gomba hat den Charakter einer Oase. Die Siedlung ist Teil der Übergangszone zwischen Sahel und Sudan. Die durchschnittliche jährliche Niederschlagsmenge beträgt hier zwischen 400 und 500 mm.

## Bevölkerung
Bei der Volkszählung 2012 hatte Gomba 2970 Einwohner, die in 503 Haushalten lebten. Bei der Volkszählung 2001 betrug die Einwohnerzahl 1645 in 256 Haushalten und bei der Volkszählung 1988 belief sich die Einwohnerzahl auf 1616 in 356 Haushalten.

## Wirtschaft und Infrastruktur
Eine Untersuchung von über 3000 Dörfern in Niger in den Jahren 2014 bis 2018 ergab, dass im Gebiet mit einem Radius von einem Kilometer um Gomba 90 Hektar rein landwirtschaftlich genutzte Flächen vorhanden waren, während die Oberfläche bei 70 Hektar Land aus Ortstein bestand, was durch Übernutzung und Entfernung der Oberflächenvegetation verursacht worden war.
Mit einem Centre de Santé Intégré (CSI) ist ein Gesundheitszentrum im Dorf vorhanden. Es gibt eine Schule. Die 53,24 Kilometer lange Route 743 zwischen Gada Garin Gjadi und Gidan Moutoun Daya führt durch Gomba. Im Ort zweigt die 22,02 Kilometer lange Route 747 nach Bandé ab. Es handelt sich bei beiden Routen um wenig ausgebaute Landstraßen.